# Anna Maria Corazza Bildt
Anna Maria Corazza Bildt (født 10. marts 1963) er siden 2009 svensk medlem af Europa-Parlamentet, valgt for Moderaterne (indgår i parlamentsgruppen Gruppen for Det Europæiske Folkeparti). Hun er gift med Carl Bildt.